# Fitjahnjúkur
Fitjahnjúkur är en bergstopp i republiken Island. Den ligger i regionen Austurland, 300 km öster om huvudstaden Reykjavík. Toppen på Fitjahnjúkur är 1 005 meter över havet.
Trakten runt Fitjahnjúkur är nära nog obefolkad, med mindre än två invånare per kvadratkilometer. Det finns inga samhällen i närheten. Trakten runt Fitjahnjúkur består i huvudsak av gräsmarker.